# مود ون در مایر
مود ون در مایر (انگلیسی: Maud van der Meer؛ زادهٔ ۲۰ مهٔ ۱۹۹۲) ورزشکار ورزش شنا اهل پادشاهی هلند است.
وی در مسابقات کشوری و بین‌المللی در مجموع برندهٔ ۴ مدال طلا، ۳ مدال نقره و ۲ مدال برنز شده‌است.